# Rotstirn-Borstenschwanz
Der Rotstirn-Borstenschwanz (Stipiturus malachurus) ist eine Vogelart aus der Familie der Staffelschwänze (Maluridae). Die sehr kleinen Vögel mit auffällig langem Schwanz bewohnen die südlichen Küstenregionen Australiens. Trotz dieses eher begrenzten Verbreitungsgebiets gilt die Art als nicht konkret gefährdet. Die Vögel sind nur eingeschränkt flugfähig und bewegen sich eher hüpfend und springend fort. Als Nahrung dienen Insekten und andere Gliederfüßer.

## Merkmale

### Körperbau und Aussehen
Rotstirn-Borstenschwänze sind sehr kleine Vögel, die ausgewachsen Größen zwischen 15,5 und 19 cm erreichen können. Mehr als zwei Drittel dieser Gesamtlänge entfallen jedoch auf die sechs stark verlängerten Steuerfedern. Diese sind in ihrem Aufbau sehr fein und faserartig, das innere Paar ist noch einmal etwas länger als die beiden äußeren Paare. Das Gewicht liegt bei lediglich 5,5 bis 9 g. Der Körperbau ist mit den wenig kräftigen Steuerfedern und kurzen, abgerundeten Flügeln an eine vornehmlich hüpfende und springende Fortbewegung angepasst. Die Flugfähigkeit ist nur noch eingeschränkt vorhanden, fliegend legen die Vögel entsprechend nur kurze bis sehr kurze Strecken zurück. Hinsichtlich der Gefiederfärbung zeigt sich zwischen den Geschlechtern ein gut erkennbarer Sexualdimorphismus. Bei männlichen Exemplaren zeigt sich an der Oberseite vom Bürzel bis zum Scheitel eine rostbraune Grundfärbung, die von einem breiten, schwarzen bis dunkelgrauen Streifenmuster durchzogen ist. Die Stirn ist unmarkiert und kräftiger rötlich, die Ohrdecken etwas heller und nur bei manchen Exemplaren fein dunkel gemustert. Der kurze Überaugenstreif ist in kräftigem Himmelblau abgesetzt, eine auffällige Färbung, die sich auch an der Kehle und im oberen Brustbereich wiederfindet. Die Federn am Flügel sind in einem dunklen Grau-Braun gefärbt und rotbraun gesäumt. Diese Säume sind an den Schulterfedern und Randdecken am breitesten und werden in Richtung der Handschwingen zunehmend schmaler. An der Vorderseite ist der untere Brustbereich ebenso wie Flanken, Steiß und Unterschwanzdecken einheitlich rotbraun gefärbt. Am Bauch findet sich ein heller, weißer bis cremefarbener Fleck. Die unbefiederten Läufe sind braun, der Schnabel schwarz gefärbt. Die Iris des Auges zeigt ein dunkles Braun. Weibliche Exemplare unterscheiden sich in einigen Details von ihren männlichen Artgenossen. Bei ihnen ist die dunkle Musterung an der Oberseite stärker ausgeprägt als bei den Männchen und setzt sich ununterbrochen bis an die Stirn fort. Die blauen Farbakzente an Brust und Kehle fehlen ebenso wie der Überaugenstreif. Stattdessen besitzen sie einen etwas heller abgesetzten Augenring. Brust und Kehle sind einheitlich rotbraun gefärbt. Der Schnabel ist überwiegend dunkelbraun, die Basis des Unterschnabels jedoch hellgrau gefärbt.

### Jungvögel
Das Jugendkleid entspricht bei beiden Geschlechtern weitestgehend dem Aussehen der adulten Weibchen, ist jedoch allgemein etwas matter, das dunkle Streifenmuster diffuser und weniger klar abgegrenzt. Der Schnabel ist bei ihnen einheitlich braun gefärbt. Ab einem Alter von etwa fünf Tagen können männliche Vögel anhand einer leicht blau-grauen Färbung an Brust und Kehle unterschieden werden.

## Habitat und Lebensweise
Der Rotstirn-Borstenschwanz ist stark an Landschaftsformen mit dichtem Bodenbewuchs wie trockene und feuchte Heide, sumpfige Feuchtgebiete, niedrigwüchsiges Eukalyptus-Buschland oder Dünendickichte angepasst. Generell befindet sich geeignetes Habitat zumeist in Küstennähe. Es handelt sich um ausgesprochene Standvögel, die ihr angestammtes Areal ganzjährig kaum verlassen und selten mehr als einige hundert Meter umherwandern. Lediglich im Herbst und Winter bewegen sie sich in kleinen Gruppen etwas umher, jedoch offenbar nie in mehr als einem Kilometer Radius. Vermutlich auch begründet durch ihre eingeschränkte Flugfähigkeit erschließen die Vögel kaum neue Lebensräume, deren Vegetation eigentlich für eine Besiedelung durch Rotstirn-Borstenschwänze gut geeignet sein müsste.

### Ernährung
Rotstirn-Borstenschwänze sind reine Insektenfresser, die ihre Nahrung am Boden und in der dichten Vegetation suchen. Dabei bilden sie außerhalb der Brutzeit kleine Gruppen, bei denen es sich vermutlich um Familienverbände handelt. Bei der Jagd bewegen sich die Vögel hüpfend, mit hoch erhobenem Schwanz fort und suchen nach ruhenden Insekten und anderen Gliederfüßern. Auf der Suche nach Larven werden die Stängel von Binsen mit dem Schnabel aufgetrennt. Größere, geflügelte Beute wie etwa Schmetterlinge (Lepidoptera) wird nach dem Fang gegen eine harte Oberfläche geschlagen, um vor dem Verzehr die Flügel zu entfernen.

### Stimme
Der Gesang der Art ist ein weiches, zum Ende hin abfallendes Trillern, das von einigen kürzeren Tönen eingeleitet wird. Allgemein ähnelt der Gesang sehr dem der verwandten und ebenfalls in Australien vorkommenden Malurus-Staffelschwänze, ist aber weniger lautstark. Bei Bedrohungen und Störungen wird ein schriller, wie steet-steet klingender Schrei ausgestoßen. Als Kontaktruf dient ein weiches, hochfrequentes pree-pree, das während der gemeinsamen Nahrungssuche fast durchgängig zu hören ist.

### Fortpflanzung

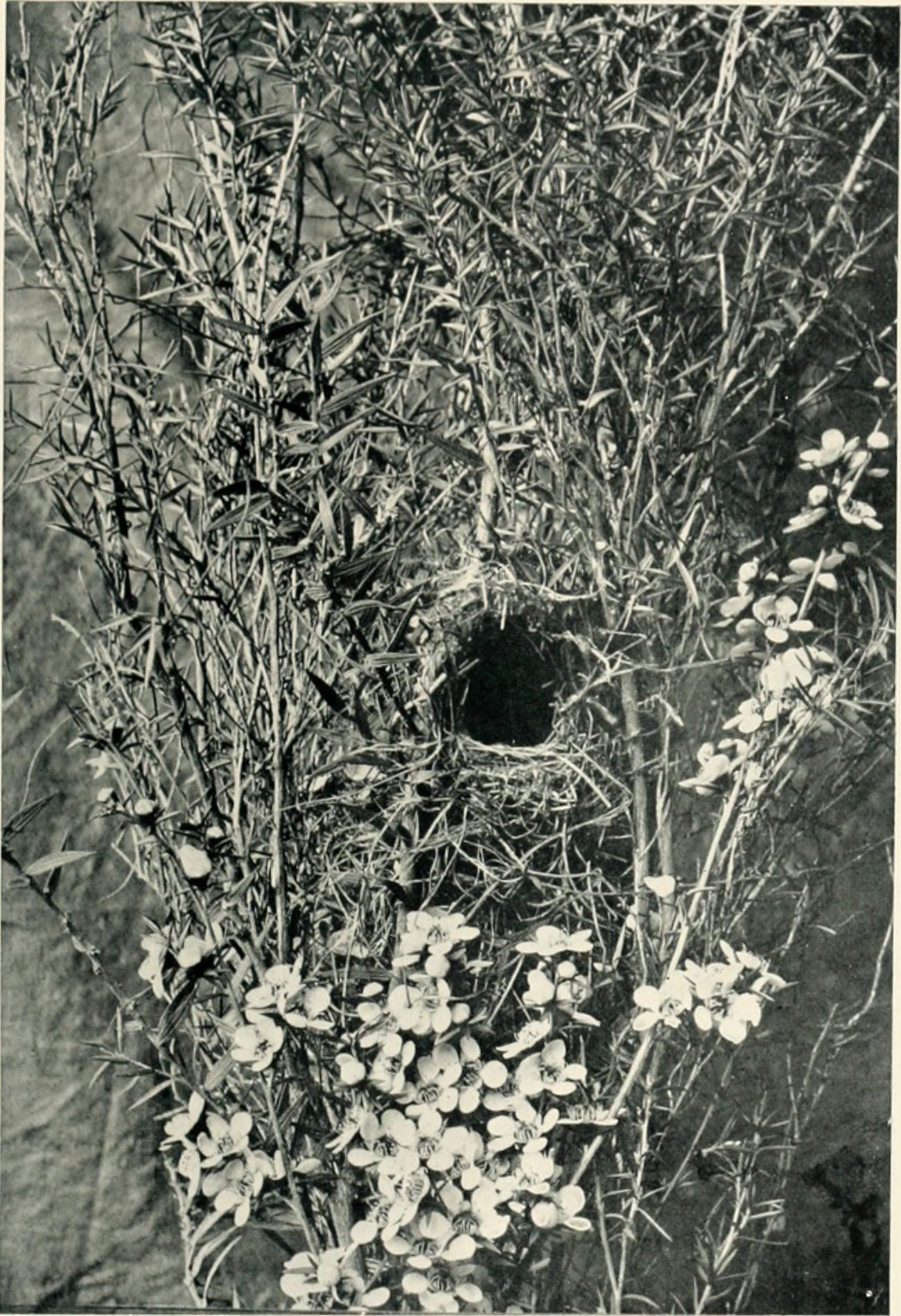
Aufnahme eines Nests des Rotstirn-Borstenschwanzes aus Archibald James Campbells Nests and Eggs of Australian Birds (1901)

Die Brutzeit des Rotstirn-Borstenschwanzes erstreckt sich in den Monaten August bis Januar. Erfolgreiche Paare starten häufig einen zweiten Brutversuch in derselben Saison, in der Regel etwa acht Wochen nach dem Flüggewerden der Nachkommen aus der ersten Brut. Einmal verpaarte Vögel bleiben normalerweise mindestens eine, seltener auch zwei oder in Ausnahmefällen drei Saisons monogam. Während der Brutzeit verhalten sich Rotstirn-Borstenschwänze aggressiv gegenüber fremden Artgenossen und vertreiben Eindringlinge aus dem eigenen Territorium. Die Balz besteht aus engen gemeinsamen Flügen, gegenseitiger Gefiederpflege und der Übergabe gefangener Beute, in der Regel vom Männchen an das Weibchen, wobei das Männchen diese Geste oft durch lautstarkes Singen einleitet. Das Nest wird in circa 30 cm Höhe gut versteckt in besonders dichter Vegetation angelegt. Als Nistplatz können etwa niedrige Büsche oder hochwüchsige Gräser dienen. Das Nest ist eine ovale, überdachte Konstruktion mit seitlichem Eingang, dessen äußere Hülle aus trockenem Gras, Blättern oder Pflanzenstängeln besteht, in die oft Materialien wie Moose, Blüten, Wurzelfasern oder Samenkapseln eingewoben werden. Das Innere wird je nach lokaler Verfügbarkeit mit feinen Gräsern, Wolle, Federn oder ähnlich weichen Stoffen ausgekleidet. In der Mehrzahl der Fälle wird das Nest vom Weibchen allein errichtet, das in dieser Zeit von seinem Partner mit Nahrung versorgt wird, seltener hilft dieser auch aktiv beim Bau. Die Gelegegröße liegt normalerweise bei drei Eiern, nur gelegentlich kommen auch Bruten mit zwei oder vier Eiern vor. Die Inkubationszeit liegt bei 13 bis 21 Tagen (Mittelwert 19 Tage), die Bebrütung erfolgt ausschließlich durch das Weibchen. Nach dem Schlüpfen werden die Jungvögel dann von beiden Altvögeln gleichermaßen versorgt. Bis zum Flüggewerden vergehen weitere 11 bis 15 Tage, die Nachkommen bleiben jedoch auch im Anschluss noch für etwa zwei Monate von den Eltern abhängig. Besonders in der ersten Woche nach Verlassen des Nests halten sie sich fast immer versteckt und sind nur sehr schwer auszumachen. Bei Rotstirn-Borstenschwänzen kommen in manchen Fällen Bruthelfer zum Einsatz, bei denen es sich meist um männliche Nachkommen aus dem vergangenen Jahr handelt und die die eigentlichen Eltern vor allem beim Nestbau und der Fütterung der Jungvögel unterstützen. Die Nester der Art sind regelmäßig das Ziel mehrerer brutparasitierender Arten wie des Glanzbronzekuckucks (Chrysococcyx lucidus) oder des Rotschwanzkuckucks (C. basalis).

## Verbreitung und Gefährdung

Verbreitungsgebiet des Rotstirn-Borstenschwanzes

Der Rotstirn-Borstenschwanz ist ein endemischer Bewohner Australiens und Tasmaniens, wo er in der Regel in Küstennähe vorkommt und kaum tiefer im Inland anzutreffen ist. Das Verbreitungsgebiet auf dem australischen Festland erstreckt sich etwa von Dirk Hartog Island in Western Australia als schmales Band entlang der Küste bis in die Fraser Coast Region von Queensland. Im östlichen Teil Western Australias sowie im Westen South Australias fehlt die Art jedoch in einem breiten Gebiet. Eine weitere, kleinere Lücke im Verbreitungsgebiet findet sich weiter östlich rund um die Bucht Port Phillip in der Umgebung der Metropole Melbourne. In Gebieten mit besonders gut geeignetem Habitat gilt die Art als häufig, während sie jedoch in anderen Teilen des Verbreitungsgebiets als selten bis sehr selten eingestuft wird. Die beiden regional begrenzt vorkommenden Unterarten S. m. hartogi und S. m. parimeda gelten auf Grund von Lebensraumverlust als „gefährdet“, während eine weitere, S. m. intermedius, als „stark gefährdet“ eingeschätzt wird. Besonders für letztere Unterart, die lediglich an einigen wenigen Orten in den Mount Lofty Ranges vorkommt, laufen diverse Schutzprogramme. Dennoch fand eine Studie aus dem Jahr 2017 bereits Anzeichen für Inzucht bei den noch verbliebenen Individuen. Die Erhaltung des globalen Bestandes gilt jedoch als vergleichsweise gesichert, die IUCN führt den Rotstirn-Borstenschwanz folglich mit Stand 2016 auf der niedrigsten Gefährdungsstufe least concern („nicht gefährdet“).

## Systematik

### Äußere Systematik
Die Erstbeschreibung des Rotstirn-Borstenschwanzes stammt aus dem Jahr 1798 und geht auf den englischen Naturforscher George Shaw zurück. Der der Beschreibung zu Grunde liegende Holotyp war in der Nähe des heutigen Sydney in New South Wales gesammelt worden. Als wissenschaftlichen Namen der neuen Art wählte Shaw das Binomen Muscicapa malachura, womit er sie zunächst in die Familie der Fliegenschnäpper (Muscicapidae) stellte. Das Artepitheton entstammt dem Griechischen und setzt sich aus den beiden Begriffen μαλακος malakos für „schwächlich“ und -ουρος -ouros (etwa: „auf den Schwanz bezogen“) zusammen. Es nimmt Bezug auf die sehr feinen Schwanzfedern der Vögel. Der französische Arzt und Naturforscher René Primevère Lesson beschrieb 1831 die neue Gattung der Borstenschwänze (Stipiturus) mit dem Rotstirn-Borstenschwanz als zunächst einziger und damit Typusart. Heute werden noch zwei weitere, optisch sehr ähnliche Arten, der Rotscheitel- (S. ruficeps) und der Malleeborstenschwanz (S. mallee), in dieselbe Gattung gestellt. Besonders letztere Art wurde in der Vergangenheit oft als konspezifisch mit dem Rotstirn-Borstenschwanz behandelt, moderne DNA-Untersuchungen bestätigten jedoch, dass es sich sehr wahrscheinlich um unterschiedliche Arten handelt.

### Innere Systematik
Innerhalb der Art werden mit Stand 2022 acht Unterarten akzeptiert, die sich anhand der Körpergröße und Details der Gefiederfärbung unterscheiden lassen. Besonders bei den im östlichen Teil des Verbreitungsgebiets lebenden Formen ist die Abgrenzung jedoch nicht immer eindeutig möglich, vor allem da manche von ihnen sympatrisch vorkommen. Zukünftige Forschungen könnten hier eventuell zu einer Zusammenlegung einiger dieser Unterarten führen.
- S. m. malachurus (Shaw, 1798) – Die Nominatform kommt im Osten des Verbreitungsgebiets zwischen Noosa in Queensland und den Otway Ranges in Victoria vor.
- S. m. littleri Mathews, 1912 – Verbreitet auf Tasmanien. Die kleinste Unterart, mit allgemein mehr rötlichem Gefieder.
- S. m. westernensis Campbell, AJ, 1912 – Südwestliches Western Australia. Eher olivgrauer Rücken und weiß gestreifte Ohrdecken. Männchen zeigen deutliche schwarze Streifen an der Stirn und einen bis zu den Zügeln verlängerten blauen Überaugenstreif.
- S. m. hartogi Carter, 1916 – Inselform, beschränkt auf Dirk Hartog Island vor der Küste von Western Australia. Kleiner und blasser als die Nominatform. Das dunkle Streifenmuster fehlt bei beiden Geschlechtern fast vollständig.
- S. m. halmaturinus Parsons, 1920 – Kangaroo Island im Gulf Saint Vincent vor der Küste South Australias. Hierbei handelt es sich um die größte Unterart. Allgemein blasser, mit leicht gräulichem Rücken und nur angedeutetem Streifenmuster, das an der Stirn bei beiden Geschlechtern ganz fehlt.
- S. m. intermedius Ashby, 1920 – Mount Lofty Ranges im südöstlichen South Australia. Eine besonders dunkel gefärbte Unterart mit stark ausgeprägtem Streifenmuster. Männliche Vögel haben eine olivbraune, durchgehend gestreifte Stirn.
- S. m. parimeda Schodde & Weatherly, 1981 – Süden der Eyre-Halbinsel in South Australia. Männliche Exemplare zeigen weniger ausgeprägte Blautöne an Brust und Überaugenstreif. Die Flanken tendieren eher ins Gelbbraune.
- S. m. polionotum Schodde & Mason, 1999 – Südöstliches South Australia bis südwestliches Victoria. Sehr blass gefärbt, am Rücken gräulich mit olivgrünen Akzenten.